# Kyliniella
Kyliniella, monotipski rod crvenih algi iz porodice Stylonemataceae. Jedini predstavnik je slatkovodna alga K. latvica.